# Alise Willoughby
Pour les articles homonymes, voir Willoughby.
Alise Willoughby, née Alise Rose Post, née le 17 janvier 1991, à Saint Cloud dans le Minnesota, est une coureuse cycliste américaine, spécialiste du BMX Race. Elle est notamment triple championne du monde de BMX en 2017, 2019 et 2024.

## Biographie
Fiancée à Sam Willoughby, ils se marient le 31 décembre 2017.

## Palmarès

### Jeux olympiques
- Londres 2012
  - participe à la demi-finale du BMX féminin
- Rio de Janeiro 2016
  -  Vice-championne olympique de BMX
- Paris 2024
  - 6e de la finale du BMX

### Championnats du monde
- Pietermaritzburg 2010
  -  Médaillée de bronze du BMX
- Auckland 2013
  -  Médaillée d'argent du contre-la-montre en BMX
- Rotterdam 2014
  -  Médaillée d'argent du  BMX
- Zolder 2015
  -  Médaillée d'argent du contre-la-montre en BMX
- Medellín 2016
  -  Médaillée de bronze du BMX
- Rock Hill 2017
  -  Championne du monde de BMX
- Heusen-Zolder 2019
  -  Championne du monde de BMX
- Papendal 2021
  - 6e du BMX
- Nantes 2022
  - 4e du BMX
- Glasgow 2023
  -  Médaillée de bronze du BMX
- Rock Hill 2024
  -  Championne du monde de BMX

### Coupe du monde
- 2009 : 9e du classement général
- 2010 : 4e du classement général
- 2012 : 3e du classement général
- 2013 : 4e du classement général
- 2014 : 16e du classement général
- 2015 : 3e du classement général, vainqueur d'une manche
- 2016 : 10e du classement général
- 2018 : 6e du classement général, vainqueur d'une manche
- 2019 : 3e du classement général
- 2020 : 1re du classement général, vainqueur de deux manches
- 2022 : 11e du classement général
- 2023 : 4e du classement général
- 2024 : 3e du classement général

### Coupe d'Europe
- 2015 : 13e du classement général

### Championnats des États-Unis
- Championne des États-Unis de BMX (12) : 2011, 2012, 2013, 2014, 2015, 2016, 2017, 2018, 2020, 2021, 2023 et 2024